# Михеенко, Михаил Макарович
Михаил Макарович Михеенко (укр. Михайло Макарович Михеєнко; 9 сентября 1937, село Довск, Рогачёвский район, Гомельская область, Белорусская ССР, СССР — 6 сентября 1998, Киев, Украина) — советский и украинский учёный-правовед, специалист в области уголовного процесса. Доктор юридических наук (1984), профессор (1987), член-корреспондент Академии правовых наук Украины (1994). Заведующий кафедрой правосудия юридического факультета Киевского национального университета имени Тараса Шевченко (1988—1998). Заслуженный юрист Украины (1996).

## Биография
Михаил Михеенко родился 9 сентября 1937 года в селе Довске Рогачёвского района Гомельской области в крестьянской семье. В 1954 году окончил среднюю школу и поступил на юридический факультет Киевского государственного университета имени Т. Г. Шевченко (КГУ имени Т. Г. Шевченко), который окончил в 1959 году.
По окончании вуза, на протяжении восьми лет трудился в Секторе государства и права Академии наук Украинской ССР, где последовательно занимал должности младшего и старшего научного сотрудника. В 1967 году Михаил Макарович принял приглашение продолжить трудовую деятельность на юридическом факультете КГУ имени Т. Г. Шевченко. В начале своей работы в родном вузе занимал должность доцента кафедры правосудия, затем стал профессором этой же кафедры. Также «на протяжении многих лет» был заместителем декана факультета. В июне 1988 года Михаил Михеенко был избран заведующим кафедрой правосудия, которую возглавлял вплоть до своей кончины.
Помимо основной работы в вузе, Михеенко возглавлял координационное бюро по уголовному процессу при Академии правовых наук Украины. В 1993 году был избран вице-президентом общественной организации «Ассоциация украинских правоведов», а начиная с 1995 года возглавлял её. В 1996 году был удостоен почётного звания «Заслуженный юрист Украины».
Михаил Макарович Михеенко скончался  6 сентября 1998 года в Киеве «после продолжительной и тяжёлой болезни». Был похоронен на Берковецком кладбище Киева.

## Научная деятельность

Могила М. М. Михеенко

В область научных интересов Михаила Михеенко входили ряд вопросов уголовного процесса, судебного устройства, адвокатуры и прокуратуры. В частности, изучал такие вопросы уголовного процесса, как: доказательственное право и защита прав человека в уголовном процессе. Характеризовался как «человек широких энциклопедических знаний» в ряде юридических наук.
В 1964 году Михаил Макарович защитил диссертацию на соискание учёной степени кандидата юридических наук по теме «Общественное обвинение и общественная защита в советском уголовном процессе», а двадцать лет спустя, 2 ноября 1984 года Михеенко защитил докторскую диссертацию по теме «Теоретические проблемы доказывания в советском уголовном процессе» (в одном из источников ошибочно указано, что он стал доктором юридических наук в 1975 году). В 1987 году ему было присвоено учёное звание профессора, а в 1994 (по другим данным — в 1993) году был избран членом-корреспондентом Академии правовых наук Украины.
Сам Михаил Михеенко также занимался подготовкой учёных-правоведов, и был научным руководителем у 7 или 14 соискателей учёной степени кандидата юридических наук.
Также занимался научно-практической работой, входил в состав Научно-консультационного совета при Верховном суде Украины и ряда рабочих групп по подготовке проектов Законов Украины, в том числе проекта нового Уголовного процессуального кодекса Украины. В декабре 1992 году по инициативе Михеенко в ст. 2 «Задачи уголовного судопроизводства» Уголовно-процессуального кодекса Украинской ССР, были внесен дополнения о том, что «задачами уголовного судопроизводства является охрана прав и законных интересов физических и юридических лиц, принимающих в нем участие». Являлся одним из создателей Концепции судебно-правовой реформы 1992 года, в рамках которой принял участие в написании ряда проектов Законов Украины, среди которых были «О статусе судей», «О прокуратуре» и «Об адвокатуре». Также принимал участие в разработке «Модельного Уголовно-процессуального Кодекса для государств – участников Содружества Независимых Государств».
Михаил Макарович участвовал в написании около 130 научных трудов, в том числе: 3 научно-практических комментариев к Уголовно-процессуальному кодексу Украинской ССР 1960 года  6 монографий, 4 учебника и 12 учебных пособий. Основными трудами М. М. Михеенко считаются: «Доказывание в советском уголовном судопроизводстве» (1984, монография), «Уголовно-процессуальное право Великобритании, США и Франции» (1988, учебное пособие), «Уголовный процесс Украины» (укр. «Кримінальний процес України»; 1992 и 1999, соавтор учебника), «Сравнительное судебное право» (укр. «Порівняльне судове право»; 1993, соавтор учебника), «Научно-практический комментарий к Уголовно-процессуальному кодексу Украины» (укр. «Науково-практичний коментар Кримінально-процесуального кодексу України»; 1995, соавтор научно-практического комментария),  «Адвокатура Украины» (укр. «Адвокатура України»; 1997, соавтор учебного пособия) и  «Прокуратура Украины» (укр. «Прокуратура України»; 1998, соавтор учебного пособия).Также был редактором сборника научных работ «Проблемы правоведения» (укр. «Проблеми правознавства»).
По мнению учёного-правоведа М. А. Погорецкого монография Михеенко «Доказывание в советском уголовном судопроизводстве» является «одним из наиболее значимых научных трудов в теории доказательственного права».